# 內夫滕布赫
内夫滕布赫（德語：Neftenbach）是瑞士联邦苏黎世州温特图尔区的市镇。该市镇面积为14.95平方千米，海拔高度415米，2018年12月31日人口数为5,692。

## 外部連結
- 内夫滕布赫官方网站（页面存档备份，存于） （德文）